# Nikolai Grube

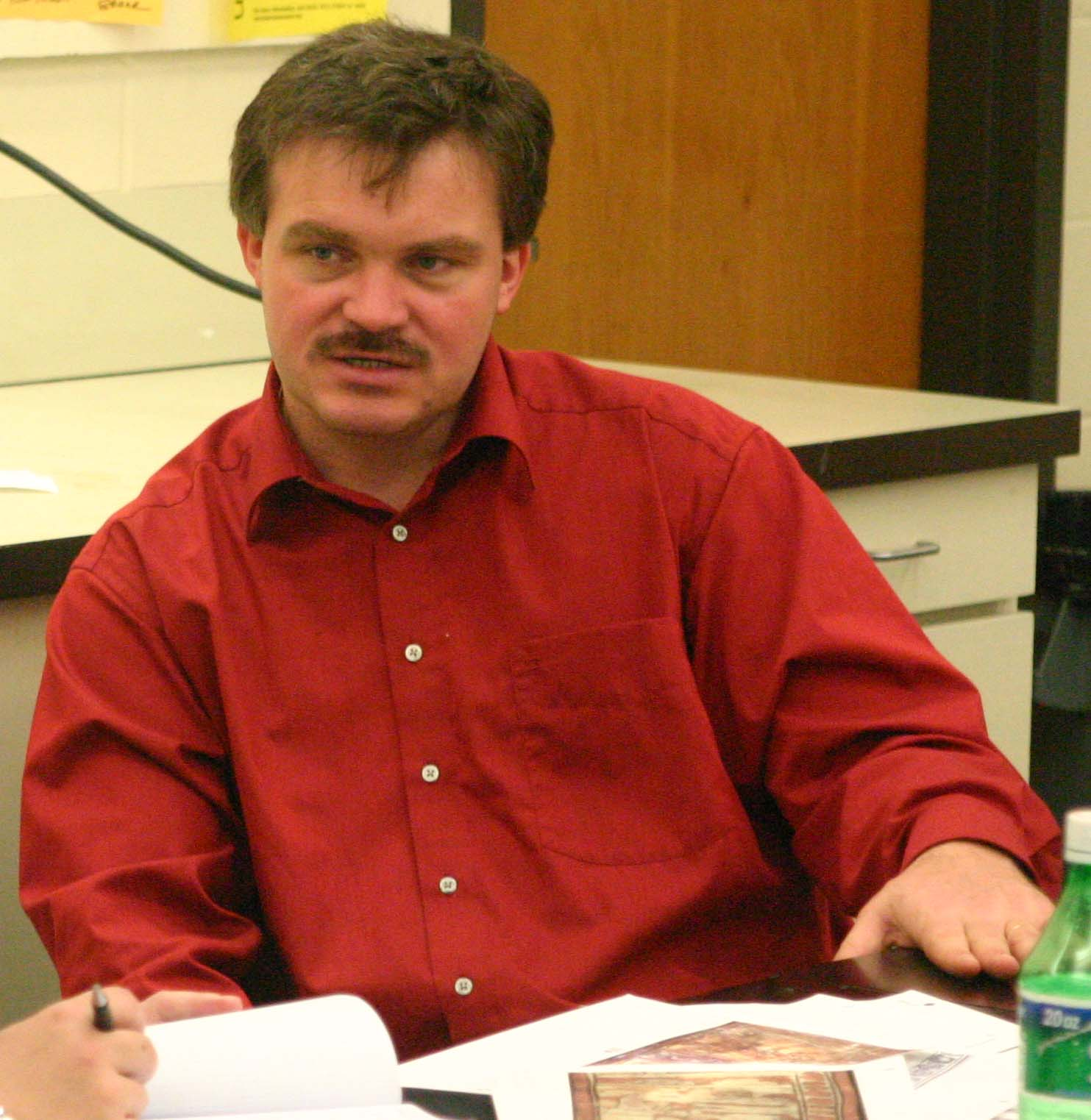
Nikolai Grube, epigrafista.

Nikolai Grube, es un epigrafista alemán. Nació en Bonn el año de 1962. Grube ingresó a la Universidad de Hamburgo en 1982 habiéndose graduado en 1985. Su tesis doctoral fue publicada por la misma Universidad en 1990.
Después de doctorarse, Grube se trasladó a la Universidad de Bonn. Desde entonces ha dedicado gran parte de su tiempo al desciframiento de la escritura maya.
Ha sido profesor de antropología e historia del arte tanto en la Universidad de Texas, en Austin como en la Universidad de Bonn. En esta última también ha colaborado en el Seminario de Etnología. Al mismo tiempo ha mantenido una posición académica en la Universidad de Hamburgo.
Ha trabajado también en varios proyectos arqueológicos en la región maya mesoamericana particularmente en yacimientos de Belice y el Petén en Guatemala como en El Caracol y en Yaxhá. Habla el idioma maya que se usa actualmente en la Península de Yucatán. Nikolai Grube colaboró con Linda Schele en la presentación de talleres de escritura maya para hablantes de maya como lengua materna, tanto en México como en Guatemala.
Durante los años noventa visitó el sitio de Naachtún en el Petén guatemalteco y registró las inscripciones de las estelas del lugar. Se le acredita el haber descifrado el nombre antiguo del yacimiento, a partir de la inscripción correspondiente de la Estela identificada con el número 1. Grube, junto con su colega epigrafista, el británico Simon Martin, propuso la hipótesis, bastante aceptada en la actualidad, de que la política de los mayas en el periodo clásico estuvo dominada por dos grandes poderes hegemónicos de la época: Tikal y Calakmul.
De1992 a 1995 Grube recibió apoyo económico de la Deutsche Forschungsgemeinschaft ("Fundación para la investigación alemana") para conducir un proyecto a fin de investigar las tradiciones orales de los mayas Cruzoob de la Península de Yucatán. En 2010 Nikolai Grube fue uno de los directores de la Interdisciplinary Latin America Center de la Universidad de Bonn que encauza diversos proyectos de investigación acerca de los mayas. Grube es coeditor del Mexicon, periódico especializado en temas arqueológicos mesoamericanos, y también es consultor de la revista Arqueología Mexicana.